# 聖園学園短期大学
聖園学園短期大学（みそのがくえんたんきだいがく、英語: Misono Gakuen Junior College）は、秋田県秋田市保戸野すわ町1-58に本部を置く日本の私立大学。1940年創立、1966年大学設置。大学の略称は聖園短大。

## 概観

### 大学全体
- 秋田県秋田市に所在する日本の私立短期大学で、設置主体は学校法人聖園学園[注 1]。
- 1966年の開学以来、学科数1、入学定員100名[1]体制の保育科のみの単科短大となっている。

### 建学の精神（校訓・理念・学是）
（建学の精神（校訓・理念・学是）節の主要な出典）
- 聖園学園短期大学の教育目的
  - カトリック精神に基づき、幼児教育者としての正しい人生観と、必要な知識と技術を習得させること。

### 教育および研究
- 聖園学園短期大学は保育者の養成に力をいれたカリキュラムとなっている。短期大学附属聖園幼稚園での教育実習も取り入れられている。

### 学風および特色
- 聖園学園短期大学はカトリック精神がバックボーンとなっていることから[5]、「聖心の祝日」や「クリスマスミサ」といった宗教的イベントが行われているところに特徴がある。また、神奈川県藤沢市にある姉妹会本部を訪れるというイベントも取り入れられている。かつては制服の着用が義務付けられていたが、現在は特別なイベント以外では私服の着用も可能となっている。開学当初は女子校だったが2012年に共学化された。

## 沿革
（沿革節の主要な出典は公式サイト）
- 1940年（昭和15年） - 聖園テレジア (Theresia Misono) によって聖園保母学園が設置される。
- 1952年 - 聖園高等保母学園に改称。
- 1954年
  - 9月9日 学校法人聖園学園の設置が認可される[6]。
- 1957年 - 聖園幼稚園教諭養成所を併設する。
- 1966年
  - 1月25日 左記を以て文部省[注 2]より短期大学の設置が認可される[7]。設置主体は学校法人聖園学園[8]。
  - 4月1日 聖園学園短期大学が以下の学科体制にて開学する[9]。
    - 保育科[10] 入学定員100名

  - 5月1日 学生数[11]/定員
    - 保育科 女184/100

  - 11月16日 保母養成施設に指定される[12]。
- 1976年
  - 8月16日 設置主体の名称を学校法人秋田聖心の布教姉妹会に変更される[13]。
- 1999年
  - 5月1日 学生数[14]/定員
    - 保育科 女250/200
- 2012年
  - 4月1日 男女共学となる[15]。

## 基礎データ

### 所在地
- 秋田県秋田市保戸野すわ町1番58号

### キャンパス周辺
- 聖園学園短期大学聖園附属幼稚園、聖園学園短期大学附属みそのベビー保育園、聖堂などがある他、社会福祉法人みその（本部・神奈川県藤沢市）が運営する児童福祉施設である聖園天使園がある。

### 交通アクセス
- JR秋田駅よりバスで、「聖園短大前」バス停留所下車。

### 象徴
- 聖園学園短期大学のカレッジマークはイエス・キリストの聖心のシンボルであるハートを中心として、その周囲に愛のシンボルであるバラの花を模ったものとなっている。

## 教育および研究

### 組織

#### 学科
- 保育科 入学定員100名

#### 専攻科
- なし

#### 別科
- なし

#### 研究
- 『聖園学園短期大学研究紀要』[16] ほか。

##### 取得資格について
- 保育士資格の取得と幼稚園教諭二種免許状の授与申請、社会福祉主事任用資格を目指せるカリキュラムとなっている。

## 学生生活

### 学園祭
- 聖園学園短期大学の学園祭は「聖園祭」と呼ばれ毎年、概ね10月に行われている。

## 大学関係者と組織

### 大学関係者一覧

#### 大学関係者
- 菊池アヱ：元学長
- 青木光子：元学長

## 施設

### キャンパス
- 図書館
- 短大管理棟
- 実習棟
- 聖堂
- 体育館
- 附属聖園幼稚園
- 附属みそのベビー園

## 卒業後の進路について

### 就職について
- 保育科：保育所への就職者が特に多い。幼稚園への就職実績としては、聖園学園短期大学附属幼稚園などがある。一般企業では北都銀行・花王などがある。

## 附属学校・園
- 聖園学園短期大学附属聖園幼稚園
- 聖園学園短期大学附属みそのベビー保育園

## その他
秋田公共職業安定所では、「公共職業訓練 長期高度人材育成コース」の中に、「保育士養成科（2年）」があり、本学と聖霊女子短期大学が訓練施設として設定（いわゆる、委託訓練）されている。

## 著名出身者
- 成田圭 (シンガーソングライター)